# 붉은겨드랑이다이커
붉은겨드랑이다이커(Cephalophus rufilatus)는 아프리카 서부와 중부 지역의 국가와 세네갈과 수단에서 발견되는 작은 영양의 일종으로 우제목/경우제목 소과에 속한다.
붉은겨드랑이다이커는 어깨 높이 약 35cm와 몸무게 14kg 정도까지 자란다. 몸은 황갈색을 다리와 등은 희끄무레한 검은색을 띠며, 배 아래쪽은 희다. 먹이는 나뭇잎과 떨어진 열매와 씨앗 그리고 꽃 등이며 때로는 나뭇 가지와 새싹을 먹는다.